# Станка Димитрова
Станка Димитрова е българска художничка.

## Биография
Станка Димитрова е родена на 23 декември 1931 г. в гр. Хасково. Тръгва от дома за сираци, където е душата на тайфата още от дете, в трудните тогава гладни и следвоенни години. Казвала е как от парче плат и няколко стари шапки е правила костюми за цяло детски шоу.
След завършване на реална гимназия, учи в двегодишен курс за квалификация в Техникума по керамика и стъкло в гр. София.
През 1962 г. постъпва в Художествената академия в София и я завършва през 1967 г. със специалност „Графика“ при проф. Евтим Томов и проф. Веселин Стайков. За да учи в София по това време едно момиче от провинцията е трябвало да има голяма страст и упоритост.
През същата 1967 г. постъпва в художествения отдел на Окръжния исторически музей в Кърджали. Скоро превръща отдела в тогава окръжна галерия, на която става уредник и директор.
От 1968 г. започва да участва в националните общи художествени изложби. През 1969 г. прави самостоятелна изложба в Кърджали.
През 1972 г. става член на Съюза на българските художници, а по-късно и председател на групата художници в Кърджали. Същата година посещава музеите в Орджоникидзе, СССР и Прага, Чехия, а през 1974 г. – музеите в Париж, Франция.
Станка Димитрова разполага с две самостоятелни изложби в залата на СБХ на „Шипка“ 6 в присъствието на едни от най-големите авторитети в изобразителното изкуство – Светлин Русев (открива нейните самостоятелни изложби в София), Вера Недкова, Ружа Маринска, Лика Янко, Земфир Йончев (секретар на Съюза на българските художници).
Картини на художничката се намират в галериите в Кърджали, Смолян, София и др.
През 1996 г. наред с Вежди Рашидов и Павел Герджиков е удостоена със званието Почетен гражданин на град Кърджали.
Станка Димитрова умира 28 ноември 1996 г. в Кърджали.

## Памет
Днес художествената галерия в Кърджали носи нейното име.